# Hyperoides
Hyperoides är ett släkte av skalbaggar. Hyperoides ingår i familjen vivlar.
Kladogram enligt Catalogue of Life:
| Hyperoides | \| \| Hyperoides fragariae \| \| \| \| |
|            | \| \| Hyperoides fragariae \| \| \| \| |
|            | Hyperoides fragariae                   |
|            |                                        |